# 都城市の地名

都城市地図

都城市の地名では、宮崎県都城市の地名の一覧を記す。()内は旧町・大字名である。

## 現行町名(旧都城市)

地域区分

現在使われている町名を列挙する。ただし、平成の大合併で編入した地区はここには含めない。
姫城地区（旧都城町）
- 早鈴町
- 姫城町
- 甲斐元町
- 八幡町
- 松元町
- 牟田町
- 蔵原町
- 上町
- 中町
- 西町
- 下長飯町
- 都島町

妻ヶ丘地区（旧都城町）
- 上東町
- 東町
- 天神町
- 中原町
- 上長飯町
- 一万城町
- 菖蒲原町
- 若葉町
- 妻ヶ丘町
- 花繰町
- 広原町

小松原地区（旧都城町）
- 前田町
- 平江町
- 小松原町
- 北原町
- 大王町
- 宮丸町
- 志比田町
- 栄町

祝吉地区（旧都城町）
- 千町
- 立野町
- 早水町
- 神之山町
- 年見町
- 上川東
- 下川東
- 郡元町
- 郡元
- 祝吉町
- 祝吉

五十市地区（旧五十市村）
- 今町
- 大岩田町
- 南鷹尾町
- 五十町
- 平塚町
- 久保原町
- 鷹尾

横市地区（旧五十市村）
- 横市町
- 南横市町
- 蓑原町
- 都原町

沖水地区（旧沖水村）
- 吉尾町
- 金田町
- 太郎坊町
- 高木町
- 都北町

志和池地区（旧志和池村）
- 上水流町
- 下水流町
- 岩満町
- 丸谷町
- 野々美谷町

庄内地区（旧荘内町）
- 乙房町
- 関之尾町
- 庄内町
- 菓子野町

西岳地区（旧西岳町）
- 美川町
- 高野町
- 吉之元町
- 御池町
- 夏尾町

中郷地区（旧中郷村）
- 梅北町
- 安久町
- 豊満町

## 町名の変遷(旧都城市)
打消し線付きで表示された地名は現存しないものである。
1889年、北諸県郡都城町が発足し、以下の町・大字が置かれる。
- 上町
- 下町
- 中町
- 西町
- 上長飯
- 下長飯
- 宮丸

1926年、町名設置が行われ、以下の24町に再編された。
- 一万城町(上長飯)
- 甲斐元町(下長飯)
- 上長飯町(上長飯)
- 上町
- 北原町(宮丸)
- 蔵原町(宮丸)
- 小松原町(宮丸)
- 志比田町(宮丸)
- 下長飯町(下長飯)
- 大王町(宮丸)
- 鷹尾町(宮丸、1970年に鷹尾1丁目～5丁目等となり消滅)
- 天神町(宮丸)
- 中原町(宮丸)
- 中町
- 西町
- 八幡町(下長飯)
- 早鈴町(上長飯)
- 東町(宮丸)
- 姫城町(下長飯)
- 平江町(下町・宮丸)
- 前田町(宮丸)
- 松元町(宮丸)
- 宮丸町(宮丸)
- 牟田町(宮丸)

1936年、五十市村・沖水村が編入され、以下の大字が引き継がれた。
- 五十町(旧五十市村)
- 横市(旧五十市村)
- 金田(旧沖水村)
- 川東(旧沖水村)
- 郡元(旧沖水村)
- 高木(旧沖水村)

1957年、志和池村が編入された。5つの大字は町として編入された。
- 岩満町
- 上水流町
- 下水流町
- 野々美谷町
- 丸谷町

合併とは関係しないが、1963年に以下の町が発足した。
- 菖蒲原町(郡元・一万城町・中原町)
- 上東町(東町・一万城町)
- 立野町(郡元・一万城町)
- 妻ヶ丘町(中原町・東町)
- 年見町(郡元・川東・一万城町・北原町)
- 花繰町(一万城町・上長飯町)
- 早水町(郡元)
- 広原町(郡元・一万城町)

1965年、中郷村・荘内町が編入された。5つの大字は町として編入された。
- 梅北町(旧中郷村)
- 豊満町(旧中郷村)
- 安久町(旧中郷村)
- 庄内町(旧荘内町大字安永)
- 西岳町(旧荘内町、編入後の1975年に分割され消滅)

1969年、旧五十市村・沖水村にあたる6大字が町になった。この時点での町の数は48町であった。
- 金田町(金田)
- 川東町(川東、1974年に栄町の一部となり消滅)
- 郡元町(郡元)
- 五十町
- 高木町(高木)
- 横市町(横市)

1970年以降、区画整理や住居表示などで町名設置が行われた。以下、時系列ごとに列挙する。
1970年
- 今町(五十町)
- 大岩田町(五十町・下長飯町)
- 鷹尾1丁目～5丁目(鷹尾町)
- 平塚町(五十町・横市町)
- 南鷹尾町(横市町)
- 南横市町(横市町)
- 蓑原町(横市町)
- 都島町(鷹尾町・西町)
- 都原町(横市町・鷹尾町・志比田町)

鷹尾町が消滅した
1971年
- 神之山町(郡元町)
- 太郎坊町(高木町・金田町・郡元町)
- 都北町(高木町・金田町・郡元町・川東町)
- 吉尾町(金田町・郡元町・川東町)

1972年
- 祝吉町(川東町)
- 上川東1丁目～4丁目(川東町)
- 下川東1丁目～4丁目(川東町・平江町)
- 千町(川東町・郡元町)

1973年
庄内町が4つに分割され、以下の町が発足した。
- 乙房町
- 菓子野町
- 関之尾町

1974年
- 久保原町(横市町)
- 栄町(川東町・北原町・平江町・小松原町)

川東町が消滅した。
1975年
西岳町が5つに分割され、以下の町が発足した。なお、西岳町は消滅した。
- 高野町
- 夏尾町
- 御池町
- 美川町
- 吉之元町

1978年
- 若葉町(早鈴町・東町・上東町・一万城町)

2002年
- 祝吉1丁目～3丁目(祝吉町)
- 郡元1丁目～4丁目(郡元町)

## 平成の大合併
2006年、北諸県郡の4町を編入した。これらの町の大字は旧町の名称を冠したうえで都城市に引き継がれた。
- 高崎町江平
- 高崎町大牟田
- 高崎町縄瀬
- 高崎町東霧島
- 高崎町笛水
- 高崎町前田
- 高城町有水
- 高城町石山
- 高城町大井手
- 高城町桜木
- 高城町四家
- 高城町高城(合併前は高城町)
- 高城町穂満坊
- 山田町中霧島
- 山田町山田
- 山之口町富吉
- 山之口町花木
- 山之口町山之口